# Muzeum Archidiecezjalne w Gdańsku
Muzeum Archidiecezjalne w Gdańsku – istniejące od 1975 muzeum w Gdańsku–Oliwie. Mieści się we wnętrzu dawnego klasztoru cystersów (1186 –1831), od 1957 użytkowanego przez Gdańskie Seminarium Duchowne. W sezonie letnim udostępniona jest najcenniejsza zabytkowa część klasztoru, pochodząca z końca XIII, z XIV i XV w., niegdyś objęta całkowitą klauzurą.

## Opis
Uroczystego otwarcia muzeum dokonał biskup Krakowa kardynał Karol Wojtyła i biskup diecezji gdańskiej Lech Kaczmarek 16 listopada 1975, w pięćdziesięciolecie diecezji gdańskiej. Muzeum prezentowało zbiory sztuki sakralnej: malarstwa, rzeźby i rzemiosła artystycznego w dawnym refektarzu i Sali Pokoju Oliwskiego. Po przeprowadzeniu w latach 1993–1999 prac konserwatorskich w zabytkowych wnętrzach klasztornych, muzeum zmieniło swój dotychczasowy profil, kładąc nacisk na ich rewaloryzację, a więc przywrócenie pierwotnych walorów artystycznych i funkcjonalnych. 
Pomieszczenia takie jak: kapitularz (w kształcie niezmienionym, obecnie zakrystia archikatedralna), refektarz, Sala Pokoju Oliwskiego i Kaplica Mariacka, usytuowane w sąsiedztwie krużganków otaczających dostępny wirydarz, tworzą cenny kompleks architektury sakralnej o wysokich walorach poznawczych. Ta sama idea przyświeca nowej ekspozycji zbiorów sztuki sakralnej, obecnie przeniesionej do wnętrza lawatorium, jak również wystawie malarstwa tablicowego usytuowanej w krużgankach. W przyszłości przewidziana jest adaptacja dawnego karceru cysterskiego na cele wystawiennicze, z wykorzystaniem zachowanych fragmentów architektury z końca XIII w.